# Agnieszka Jerzyk
Agnieszka Jerzyk (Leszno, 15 de janeiro de 1988) é uma triatleta profissional polonesa. 

## Carreira

### Rio 2016
Agnieszka Jerzyk disputou os Jogos do Rio 2016, terminando em 20º lugar com o tempo de 2:01:09. 